# Іван Дмитрович Шем'якін
Іван Дмитрович Шем'якін (до 1446 - після 1471) - син великого князя Московського Дмитра Шем'яки.
Після смерті свого батька (1453) пішов з Новгорода до Пскова, потім в Литву. Казимир IV дав йому «в кормління» Рильськ і Новгород-Сіверський (1454).
Московські князі в договорах з сусідами (наприклад, з Новгородом — 1456 і 1471, з Твер'ю - 1464 і 1485) ставили умовою неприйняття ними Шем'якіна, як зрадника і вигнанця. Коли помер Іван - невідомо. З чотирьох його синів, яких згадують московські родовідні, в літописах найчастіше фігурує молодший, Василь Шем'ячіч, який повернувся в підданство до московського князя.
А. Бобров висунув гіпотезу про тотожність Івана Шемякіна і знаменитого книжника Ефросина.